# 영국 육상 연맹
영국 육상 연맹(영어: UK Athletics, UKA)은 영국의 육상 종목 행정을 총괄하는 스포츠 행정 기구이다. 1880년에 설립된 아마추어 육상 협회(AAA)의 후신으로 1999년에 설립되었으며 영국 육상 종목 전반을 관리하고 있다. 본부는 버밍엄에 있다.